# احمد مختار امبو

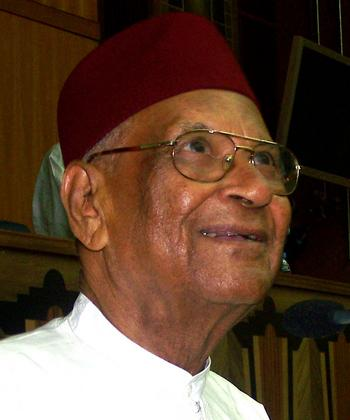
احمد مختار امبو، ۲۰۰۸

احمد مختار امبو، ۱۹۷۴

احمد مختار امبو (۲۰ مارس ۱۹۲۱ –  ۲۴ سپتامبر۲۰۲۴) یک آموزگار سنگالی بود. امبو در داکار متولد شد و پس از داوطلب شدن در ارتش فرانسه، خدمت در ارتش فرانسه، با آزادی فرانسه و سرانجام در نیروی هوایی فرانسه، در جنگ جهانی دوم در فرانسه و آفریقای شمالی خدمت کرد. پس از پایان جنگ او در رشته جغرافیا در دانشگاه سوربن در پاریس به تحصیل مشغول شد.
امبو از سال ۱۹۵۳ برای یونسکو کار کرد و از سال ۱۹۷۴ تا ۱۹۸۷ مدیر کل آن بود و اولین سیاه‌پوست آفریقایی بود که رئیس یکی از نهادهای سازمان ملل بود.
در سال ۱۹۸۰، امبو دکترای افتخاری از دانشگاه بلگراد دریافت کرد.
احمد مختار امبو در ۲۴ سپتامبر ۲۰۲۴، در سن ۱۰۳ سالگی درگذشت.